# Weidenhausen (Marburg)
Weidenhausen ist neben der Oberstadt der älteste Siedlungsbereich von Marburg (erste urkundliche Erwähnung 1235) und gehört zur Inneren Kernstadt Marburgs. Der ehemalige Brückenvorort liegt am linken Lahnufer direkt gegenüber dem Stadtzentrum und ist mit diesem u. a. durch die seit ca. 1250 bestehende, zuletzt 1892 wieder errichtete Weidenhäuser Brücke verbunden. Erst 1929 wurde das Dorf in den damaligen Stadtkreis Marburg eingemeindet.

## Lage und Grenzen
Das Stadtviertel wird heute umgrenzt durch den Erlenring im Norden, die Stadtautobahn (B 3) im Osten, eine Grünanlage im Süden und die Lahn mit dem Trojedamm im Westen. Über diese Grenzen hinaus gehören auch die Lingelgasse nördlich des Erlenrings sowie die heutige Straße Bei St. Jost mit der alten Kapelle St. Jost nebst Friedhof zwischen Stadtautobahn und Bahngleisen zum historischen Weidenhausen. Der statistische Bezirk Weidenhausen schließt St. Jost nicht ein, jedoch das komplette Gebiet nördlich des Erlenrings mit Lingelgasse, Mensa und Feuerwehr.

## Stadtbild

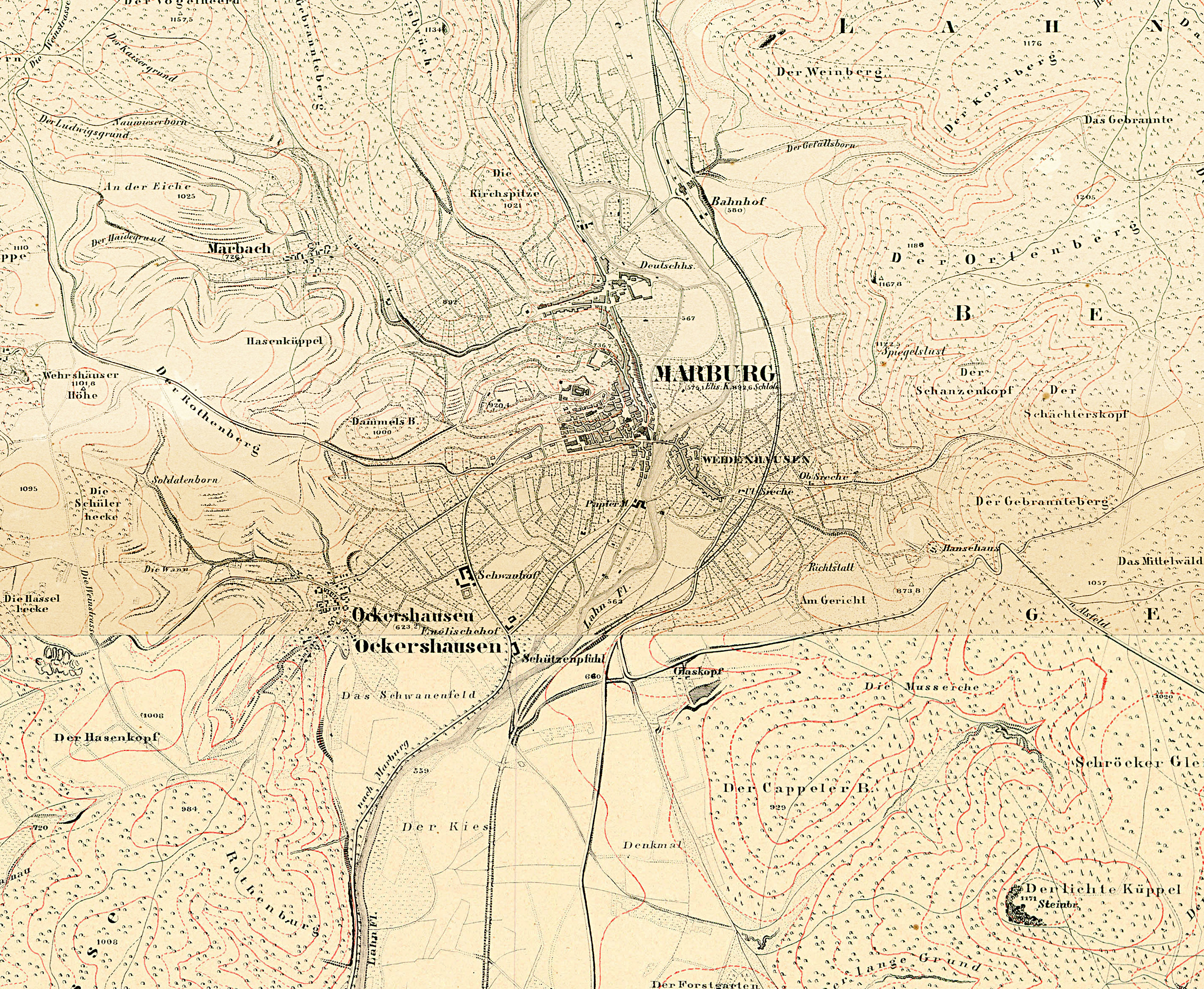
Topografische Karte von Marburg mit Weidenhausen von 1857.

Weidenhausen ist ursprünglich ein Straßendorf und besteht noch heute hauptsächlich aus den zwei Reihen dicht gedrängter, teilweise mit prächtigen Holzschnitzereien verzierten Fachwerkhäusern entlang der Weidenhäuser Straße, die auf die Brücke zuführt. Die anderen größeren Straßen neben dem Erlengraben im Norden sind ein Neubaugebiet aus den 1990ern und nach Marburger Partnerstädten benannt (Mariborer Straße, Sfaxer Straße, Poitiers-Straße) und laufen im Friedensplatz zusammen. Im Süden des Stadtteils verbindet der Hirsefeldsteg als eine weitere Brücke über die Lahn den entlang des Flusses führenden Lahntalradweg auf dem Hochwasserschutzdamm mit dem Südviertel.
Im Süden steht auch die DJH-Jugendherberge der Stadt nahe dem Lahnwehr Grüner Wehr. Die von Schulklassen für Klassenfahrten, Schulfreizeiten und von Stadtbesuchern genutzte Übernachtungsmöglichkeit wurde im Januar 2020 zunächst wegen einer anstehenden Sanierung mit möglichem Abriss und Neubau geschlossen, blieb dann jedoch durch die Coronamassnahmen bedingten Wirtschaftsprobleme des Jugendherbergswerks dauerhaft zu; eine neue Jugendherberge hätte etwa 7 Millionen Euro gekostet und war wegen des kasernenartigen Aussehens zunächst in der Stadt umstritten, das bereits im Rückbau befindliche alte Haus könnte nun "als Bau-Ruine zurückbleiben".
Schmale Gassen und Durchgänge führen auf die zahlreichen Weidenhäuser Innenhöfe, die im September unter anderem Schauplatz des größten Marburger Stadtteilfests, des Weidenhäuser Höfefests sind. In dem an der Lahn gelegenen Stadtteil findet alljährlich im Oktober das Weidenhäuser Entenrennen statt. Der kleine Park mit Rasen und Kinderspielplatz am Trojedamm ist nach der seit 1992 bestehenden englischen Städtepartnerschaft Northampton-Park benannt.
Das Grüner Wehr, auch Weidenhausen-Wehr genannt, ein Wasserbauwerk in der Lahn für gleichmäßigen Wasserstand, Bewässerung der Gärten und Mühlen mit Bausubstanz aus dem Jahr 1553 hat eine geschichtsprägende Bedeutung.

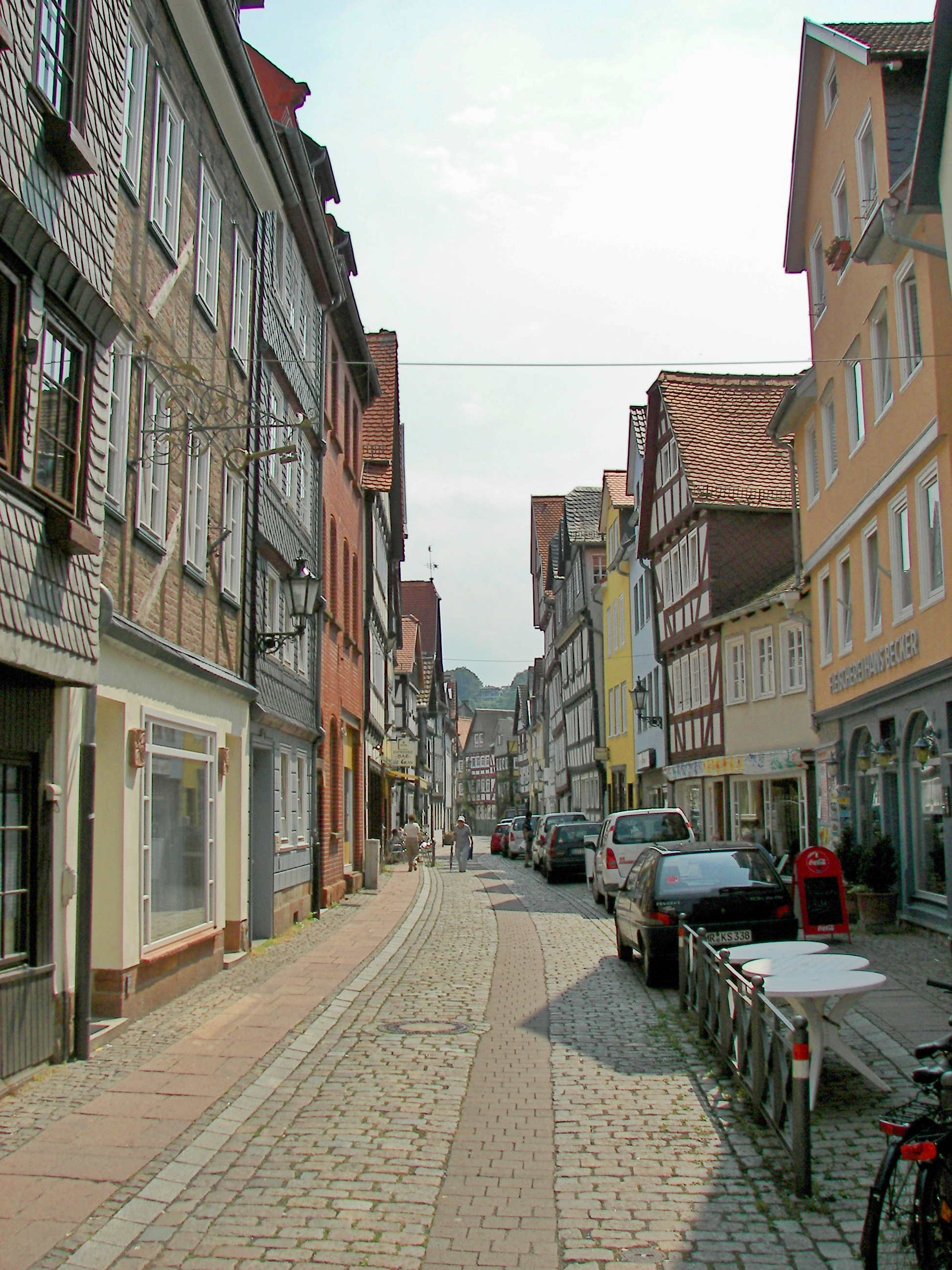
Weidenhäuser Straße, Häuserzeile und Altstadtpflasterung
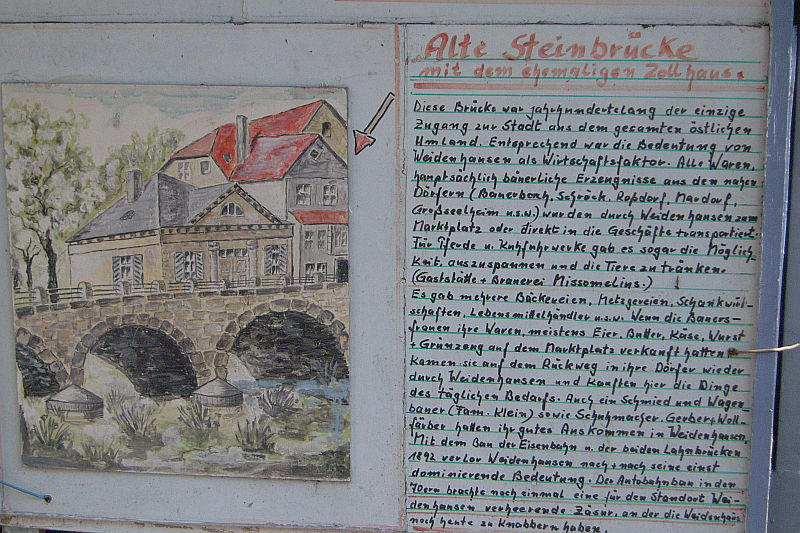
Tafel zur Weidenhäuser Geschichte
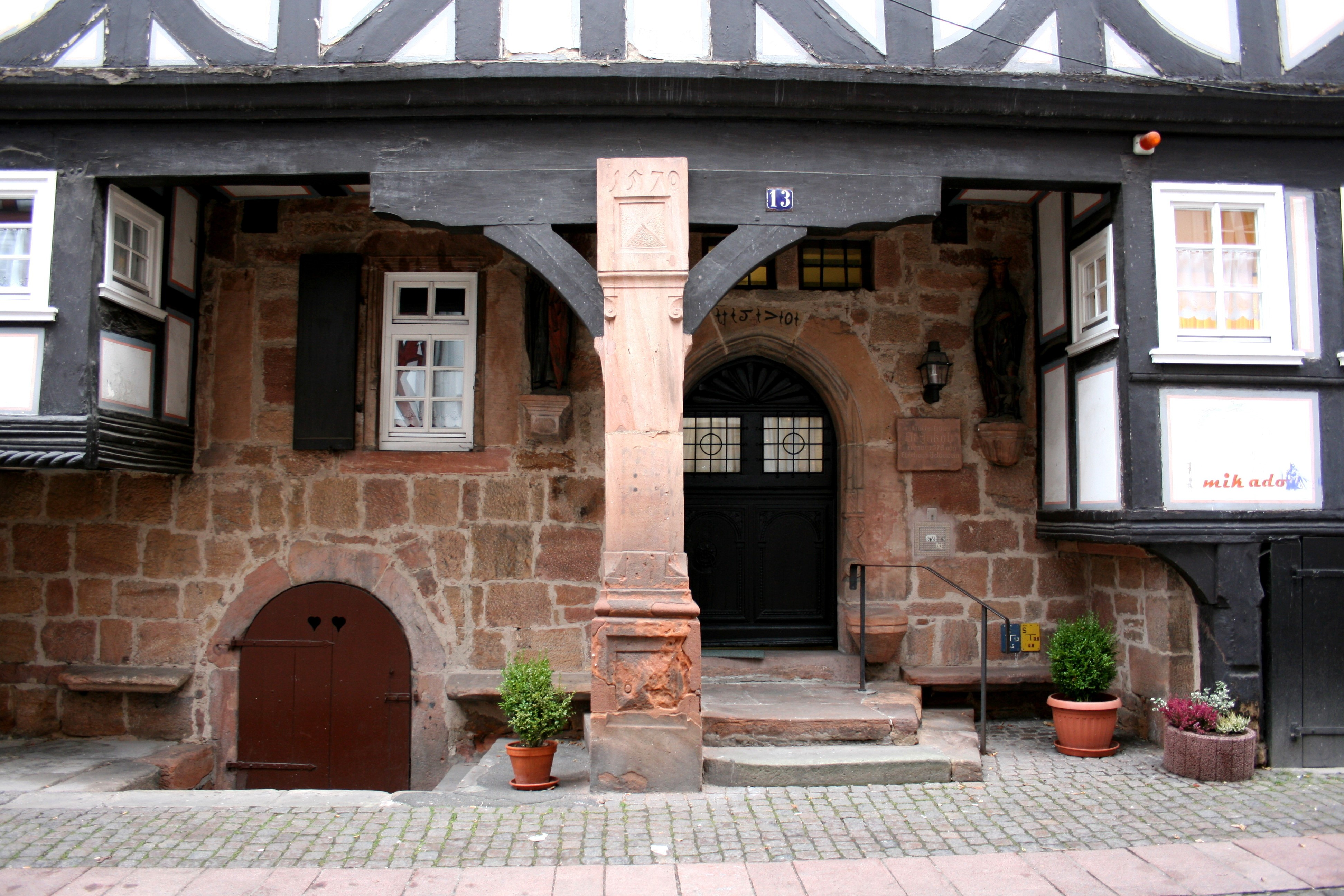
Fachwerkhaus Weidenhäuser Straße 13
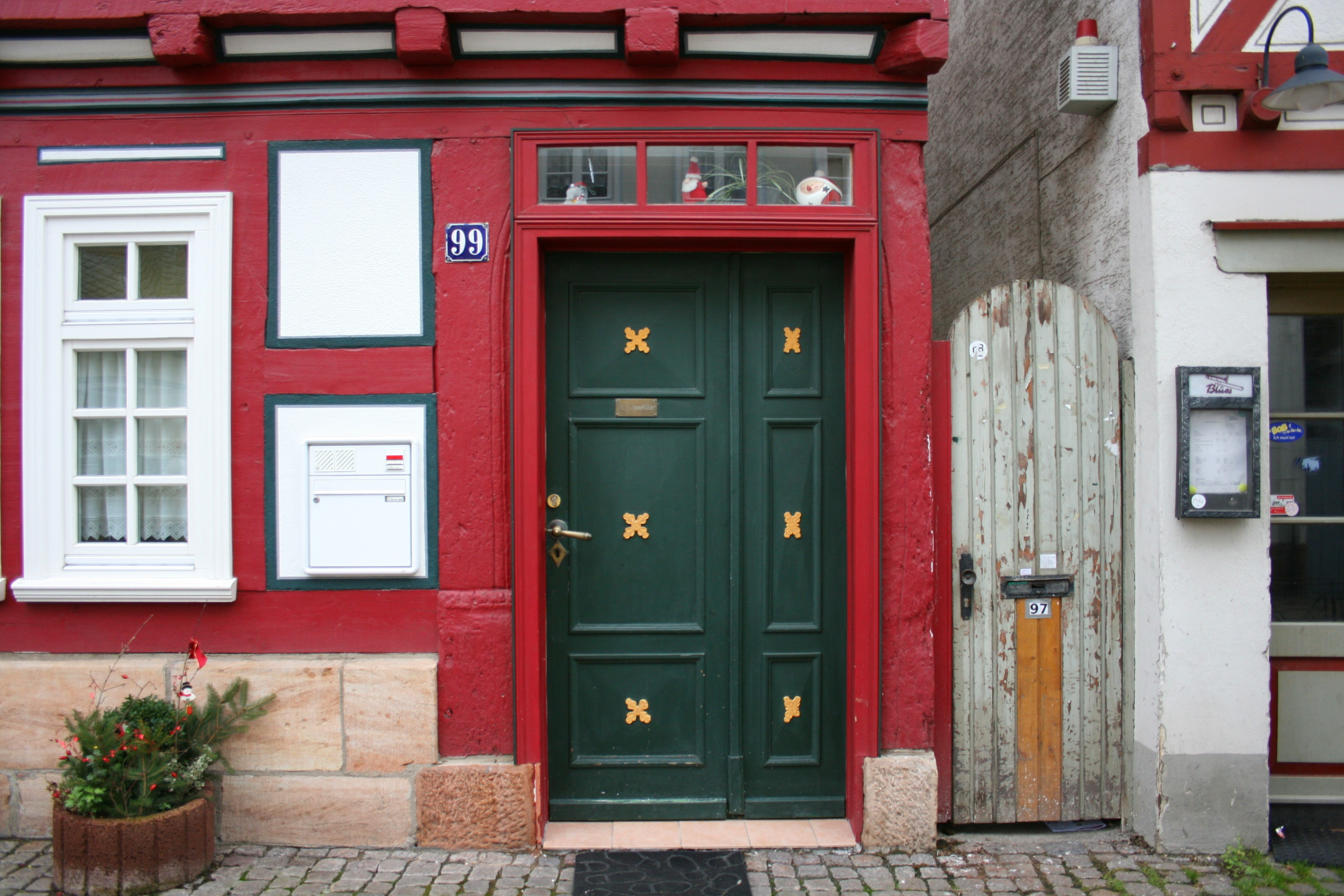
Weidenhäuser Straße 99
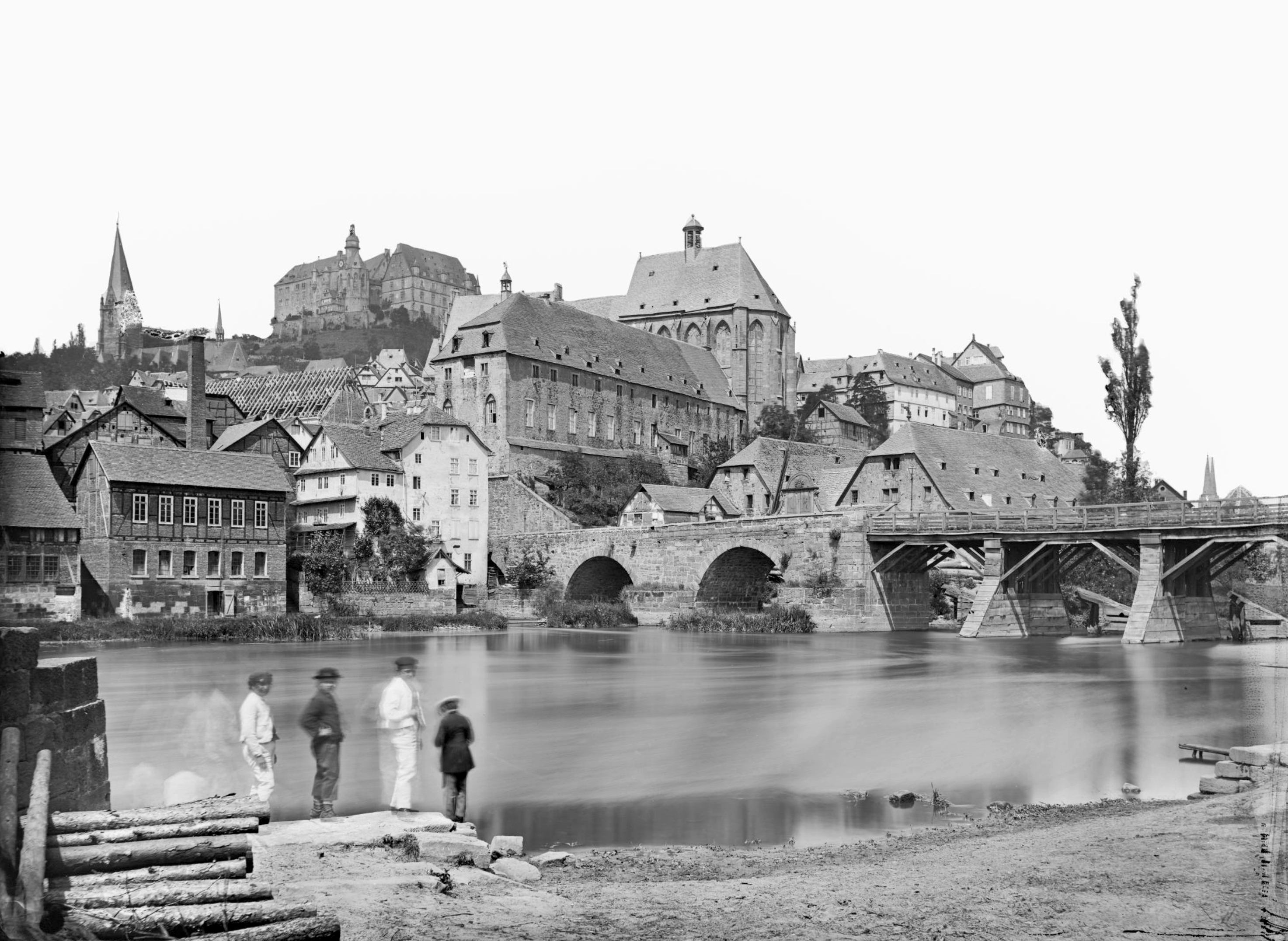
Blick vor 1900 von Weidenhausen auf Oberstadt mit Weidenhäuser Brücke (wird 2018 erneut saniert)
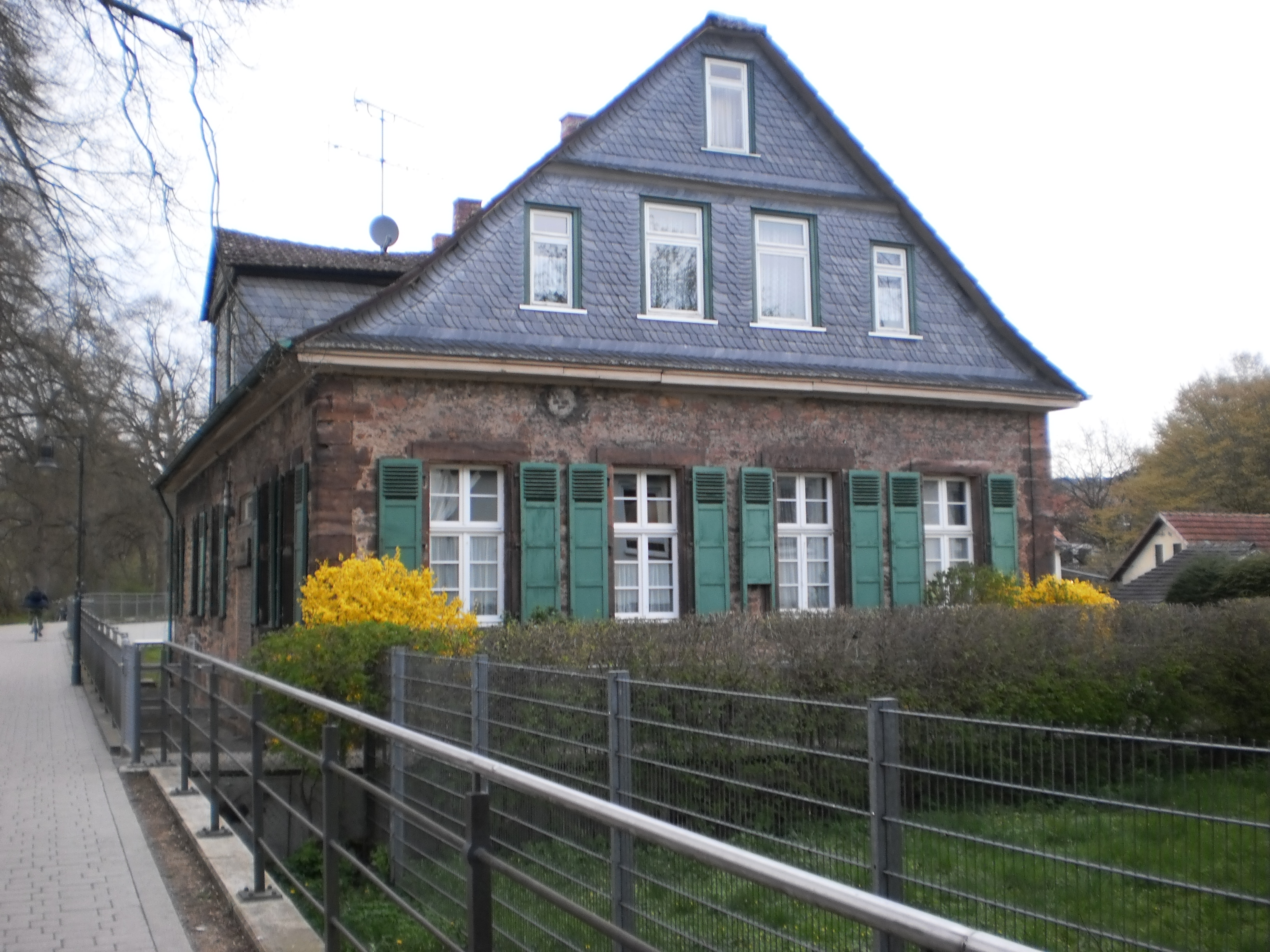
Hirsemühle am Lahnufer (2016) hinter Trojedamm mit Lindenallee
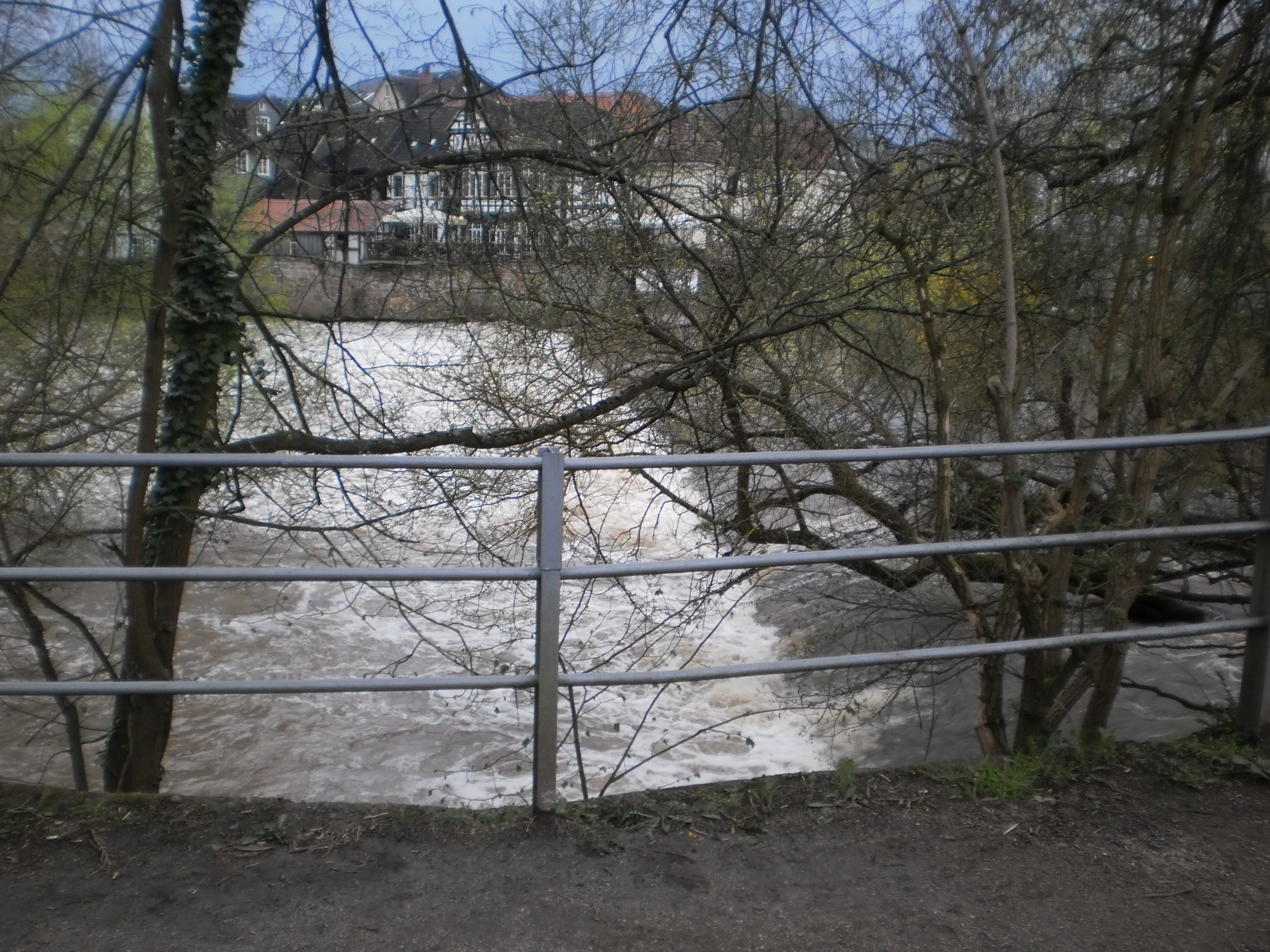
Wehr an Grüner Mühle von der Trojedamm-Promenade

## Politik
Die Bewohner von Weidenhausen als einem der Innenstadtbezirke der Kernstadt werden neben der Stadtverordnetenversammlung auch von einem Ortsbeirat vertreten.
Die Wahlbeteiligung bei der Ortsbeiratswahl 2021 lag bei 58,3 %.
| Ortsbeiratswahl Weidenhausen 2021Wahlbeteiligung: 58,3 % 6050403020100 54,9 %25,8 %19,3 %n. k. % GrüneLinkeCDUSPDGewinne und Verlusteim Vergleich zu 2016 %p 30 25 20 15 10 5 0 −5−10−15−20−25−30−35−40+27,6 %p+7,3 %p+3,4 %p−38,4 %pGrüneLinkeCDUSPD | Sitzverteilung im Ortsbeirat Weidenhausen 2021Insgesamt 7 Sitze - Linke: 2 - Grüne: 4 - CDU: 1 |